# Nidalia macrospina
Nidalia macrospina is een zachte koraalsoort uit de familie Nidaliidae. De koraalsoort komt uit het geslacht Nidalia. Nidalia macrospina werd in 1906 voor het eerst wetenschappelijk beschreven door Kükenthal. 